# Здание Петербургского отделения Московского купеческого банка
Здание Петербургского отделения Московского купеческого банка — памятник архитектуры. Расположен в Центральном районе Санкт-Петербурга, современный адрес дома — Невский проспект, 46.
Первое здание в стиле модерн на Невском проспекте построено Л. Н. Бенуа в 1901—1902 годах. Современники, в частности, В. С. Карпович и В. П. Апышков, отзывались о здании как о «счастливом исключении из массы подделок под декадентство» с «отсутствием архитектурной лжи». Для самого Бенуа это также была «проба пера в новом стиле» (по его собственному мнению, ему «не вполне удалось проявить некое новшество», что проявилось в неуместности и неубедительности отдельных деталей фасада, в частности, витринных окон и аттика; стиль модерн был использован компромиссно, сочетаясь со стоящими рядом зданиями). В дальнейшем архитектор не обращался к модерну в чистом виде.

## История строительства
Первым домом на участке было построенное по типовому проекту М. Г. Земцова в 1745—1746 годах здание для кофешенка императрицы Александра Ульяновича Саблукова. В 1750-х — начале 1760-х годов дом арендовал (и частично сдавал в субаренду и торговал) Ф. Б. Растрелли с семьёй. В конце XVIII века владельцами были армянский купец М. А. Худобашев, потом портной А. Венкер.
В 1823—1824 годах на месте старого здания был построен четырёхэтажный доходный дом купца Лихачёва по проекту М. Ливена. В мае 1827 года в трёх комнатах дома проходила выставка Общества поощрения художников, на которой выставлялись среди прочих К. П. Брюллов («Портрет Львова», «Итальянское утро»), О. Кипренский, А. Венецианов и которую посещали А. С. Пушкин и Антон Дельвиг.
В 1830-х годах владельцем здания был действительный статский советник Сутгоф, и далее его семья, у которых арендовали помещения типография К. П. Беггрова и придворный поставщик военных мундиров «Н. Норденстрём», а к 6 мая 1896 года один из магазинов переоборудовали в «синематограф Люмьер», первый кинотеатр в России. В том же году дом был переоборудовал А. К. Гаммерштедтом для Петербургского частного коммерческого банка.
К концу XIX века Петербургской конторе Московского купеческого банка принадлежал участок по Невскому, 44, и банк купил участок по Невскому, 46, на котором к тому моменту стоял трёхэтажный дом с флигелями под снос. Был проведён частный конкурс, из имён конкурсантов, помимо имени победителя, известно имя А. В. Иванова. Бенуа разработал два варианта фасада в начале 1900 года, исполнительный проект — к 31 января 1901 года, Городская управа согласовала его 22 февраля, Техническо-строительный комитет МВД — 16 марта, Николай II согласовал фасад 22 марта. Строительство началось в 1901 году с укрепления стен соседних домов межевыми одноэтажными стенами и было завершено осенью 1902 года. Подрядчиком выступил Н. В. Смирнов, помощником архитектора — А. И. Стюнкель, отделку выполнила фирма О. Л. Чахотина.

## Описание

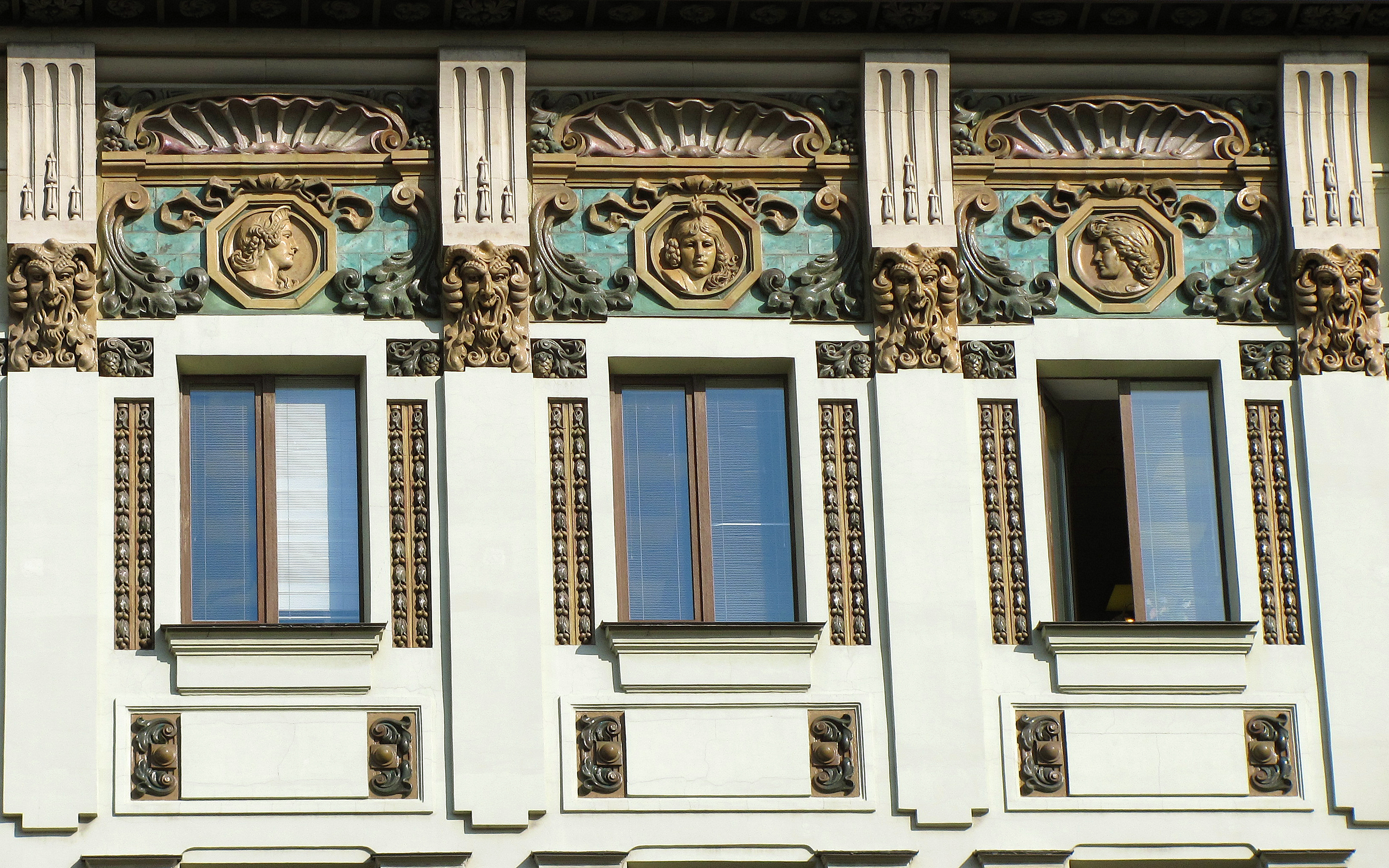
Детали фриза

Два нижних этажа здания витринные, простенки между ними облицованы красным валаамским гранитом и выглядят как пилоны, по центру здания расположена широкая лоджия, вертикали подчёркнуты стеклянными лишь слегка выступающими двухэтажными трёхгранными эркерами трапециевидного сечения, в середине верхнего этажа расположен аттик (частично демонтированный на 2021 год). Над верхним этажом проходит карниз-консоль из кованого железа с медью. Количество декора здания нарастает снизу вверх, сделаны вставки с растительным орнаментом, маскароны, тройные бороздки в простенках третьего-четвёртого этажей, над окнами верхнего этажа проходит сложный керамический фриз работы фирмы Эмиля Мюлле с маскаронами сатиров, женскими масками, головками путти, окрашенными в бронзовый оттенок на бирюзовом фоне, сочетающемся с перламутровыми раковинами. В изначальном варианте был лишь один центральный эркер, в дальнейшем замененный на два по краям центрального звена. Идея облицевать все стены натуральным камнем была отклонена, гранитом покрыты только нижние этажи, в остальном здание оштукатурено. В фундаментах по системе бюро «Вега» использован асфальт. Операционный зал банка был вынесен во двор, так как почти все помещения со стороны фасада сдавались в аренду — в том числе ресторану «Квисисана», музыкальным и драматическим курсам Б. В. Поллака, портному Норденстрёму и зубной лечебнице. На фасаде было предусмотрено место для рекламы. Подворотня здания оформлена декоративной лепкой с листвой, арочными проёмами и нишами, вход в неё был расширен угловыми скосами, из которых можно было войти в магазины, над всем этим был сделан металлический зонтик; входы в основную часть здания также сделаны в подворотне, в полукруглых пазухах в середине её длины.
Один проход вёл в расположенный на втором этаже поперечного флигеля операционный зал через три овальных помещения с разными осями, второй вёл на парадную лестницу, оформленную пилястрами с желобками, волнистым картушем, вазонами и лентами, перила лестницы и ограждения лифта выкованы в криволинейных формах, с асимметричными звеньями с растительным мотивом (шаблоны по эскизу Бенуа создал О. Р. Мунц, работы выполнил Е. А. Вебер; в этой части работы и в работе с освещением участвовал П. П. Марсеру).
Операционный зал был обставлен конторками фирмы «Ф. Мельцер», освещался окнами и стеклянными фонарями. Его обстановка и оформление не сохранились, так как здание неоднократно сменило функцию и ряд владельцев (в частности, в 2000-х годах в нём был ресторан-казино «Hollywood»).
После Второй Мировой войны весь декор здания был покрыт однотонной краской. Реставрацию здания в 1955 году проводил архитектор П. Д. Моргунов, в 1987 году — Ф. К. Романовский, в 2006 — ЗАО «Горюнов и Горюнов». За реставрацию 2006 года компания «Горюнов и Горюнов» стала лауреатом конкурса «На лучшую реставрацию объектов культурно-исторического наследия Санкт-Петербурга».
Во дворе здания установлена доска «Памяти художника Бориса Чудновского».